# Ивайло Пенчев
Ивайло Пенков Пенчев е български предприемач, съосновател и изпълнителен директор на Уолтопия. Основател е и участва активно в управлението на редица компании – Auxionize, AFCM Extrapack, HRT, CompositeX, и други.

## Биография
Роден е във Велико Търново на 10 март 1970 г. Родителите му са Пенко и Радка Пенчеви. Учи в Природо-математическата гимназия „Васил Друмев“ в родния си град, профил „Физика“. Записва се да учи физика в Софийския университет „Св. Климент Охридски“. През 1994 година напуска университета.
Заедно със съдружника си Метин Мусов основават компанията „Уолтопия“ (Walltopia), в София, през 1996 г. От 2009 г. е водещ световен лидер в изработката на изкуствени катерачни стени и оперира на пазарите в над 50 страни по света. В повечето от тях компанията е не само лидер, а е с пазарен дял повече от 50%, като същевременно продава и най-скъп продукт.
От 2018 г. Ивайло Пенчев и ръководената от него компания активно подкрепят София Прайд. Знаме на дъгата – международно признатият флаг на движението в подкрепа на правата на лесбийки, гей мъже, бисексуални, трансджендър и интерсекс хора (ЛГБТИ), украсява фасадата на офис-сградата на Уолтопия в „София Тех Парк“. Знамето е с дължина 21 метра. Пенчев коментира своето решение с думите: „решихме да подкрепим София Прайд, защото хората не трябва да се страхуват да бъдат себе си, независимо какви са.“

## Дарения „под условие“
През март 2020 г. Пенчев обявява, че управляваното от него дружество дарява 222 000 лв. на университетската Александровска болница в София за покупка на респираторни апарати във връзка с пандемията от новия коронавирус COVID-19. Като представител на компанията дарител поставя условие апаратите да се ползват с предимство от служителите на неговата компания „Уолтопия“. Заявява, че ако болен използва апаратите, но и негов служител има нужда от обдишване, то болният трябва да бъде изключен. От болницата отговарят, че само и единствено лекарите ще решават кой ще използва апаратите, и отказват дарението. Директорът ѝ заявява, че подобно дарение би нарушило Хипократовата клетва на лекарите и че болницата приема само безусловни дарения и няма да влиза в подобни пазарлъци.
Тогава Пенчев обявява пренасочване на дарението („ако искате го наричайте сделка, не дарение“) към частни болници и съжаление единствено, че е направил предложение на държавна болница, защото държавните болни били „нечастни“. Пише във фейсбук, че „допълнителен плюс за държавите със слаба здравна система ще бъде фактът, че старите хора ще са намалели значително и това ще облекчи пенсионите им системи, а както и живота на младите хора, които са отделяли голяма част от доходите си за възрастните си родители. След първоначалния шок от трагедията, в тези държави ще последва рязък ентусиазъм и подем“.